# Норт-Ванкувер (город)
Норт-Ванку́вер (англ. North Vancouver) — город, входящий в агломерацию Большого Ванкувера (Британская Колумбия, Канада). Отделён от Ванкувера заливом Беррард, на северном берегу которого расположен. С населением в 58 тысяч человек по результатам переписи населения 2021 года входит в сотню самых больших населённых пунктов Канады.

## История
До прихода белых северный берег залива Беррард населяли индейские племена. Первый контакт с ними состоялся в 1792 году, когда капитан Джордж Ванкувер, приведший в бухту свои корабли, обменялся с аборигенами дарами.
В дальнейшем в этих местах была установлена лесопилка, вокруг которой выросло поселение Мудивилль, названное в честь лесопромышленика Сьюэлла Прескотта Муди, экспортировавшего древесину в США и за океан. Развитие торговли помогло порту в заливе Беррард превратиться в основной канадский порт на Тихом океане. В 1906 году начала работу судоверфь, ставшая одним из основных предприятий этих мест вплоть до своего закрытия в 1992 году; к этому моменту уже начала работу и линия трамвая, ходившего по местной главной улице Лонсдейл-авеню (трамвайное сообщение сменилось автобусным в 1940-е годы), а между северным берегом бухты и городом Ванкувер курсировал паром (отменён в 1958 году). В 1907 году часть бывшего Мудивилля была выделена из границ существующего с 1891 года окружного муниципалитета Норт-Ванкувер и стала одноимённым городом. Город получил официальный герб к своему 75-летию в 1982 году.
В 1914 году в Норт-Ванкувере, рядом со станцией парома, открылась станция Тихоокеанской железной дороги, а в 1925 году запущен в эксплуатацию железнодорожный и автомобильный мост через залив, соединивший Норт-Ванкувер с Ванкувером (этот мост был заменён на новый, второй по длине в Канаде, в 1960 году). В 1929 году открылась городская больница. С 1999 года в городе действует бизнес-парк, где размещены предприятия торговли и лёгкой промышленности, обеспечивающие работой более 1000 человек.

## География
Площадь города по данным переписи населения 2021 года составляет 11,83 км². Город Норт-Ванкувер входит в агломерацию Большого Ванкувера. Город расположен в южной части провинции Британская Колумбия, на северном берегу залива Беррард, отделяющей его от Ванкувера. С трёх остальных сторон его окружает территория одноимённого окружного муниципалитета. Город Норт-Ванкувер соединяют с южным берегом залива Беррард два моста — Ironworkers Memorial Second Narrows Crossing на востоке и мост Лайонс-Гейт на западе, а также система пассажирского паромного сообщения SeaBus. Через город проходит Трансканадское шоссе.
Городом-побратимом Норт-Ванкувера является японский город Тиба.

## Население и администрация
По данным переписи населения 2021 года город Норт-Ванкувер занимал 96-е место в списке самых больших населённых пунктов Канады и 20-е место по Британской Колумбии с населением 58 120 человек. За пять лет, прошедших с предыдущей переписи, население города выросло на 9,9 % — темп роста, почти вдвое превышающий средний по стране (5,5 %). При площади 11,83 км², плотность населения в городе превышает 4900 человек на км². Каждый восьмой житель Норт-Ванкувера в 2021 году был ребёнком или подростком в возрасте до 14 лет включительно, а 17,5 % составляли люди в возрасте 65 лет и старше (в том числе более 2 % — в возрасте 85 лет и старше). 70 % жителей составляют люди в трудоспособном возрасте, что примерно на 10 % превышает национальный и провинциальный уровень. Средний возраст жителей города в 2021 году составлял 42,7 года, медианный — 42 года.
В 2021 году 55 % жителей в возрасте 15 лет и старше состояли в зарегистрированном или незарегистрированном браке. Примерно в половине семей были дети, проживающие с родителями, в среднем в таких семьях было по 1,5 ребёнка. Семьи с одним родителем в 2021 году составляли 16 % от общего числа семей в городе. Средний размер учётной семьи в Норт-Ванкувере составлял 2,7 человека, средний размер домохозяйства — 2,1 человека. В более чем трети домохозяйств был только один человек.
Для 61 % населения города английский является родным языком. Почти треть респондентов переписи населения сообщили, что родным для них не является ни английский, ни французский. Наиболее распространёнными после английского являются фарси (более 5,2 тысячи человек), тагальский (почти 1,7 тысячи респондентов), испанский (более 1200) и корейский (более 1100). В целом иммигранты в первом поколении составляют почти 40 % населения города, причём около трети от этого количества прибыли в Канаду в 10 лет, предшествовавших переписи.
В городскую администрацию входят мэр и шесть членов городского совета. На муниципальных выборах 2011 года мэром был переизбран Даррелл Муссатто, который занимает этот пост с 2005 года.

## Культура и достопримечательности
Важным культурным объектом на территории города Норт-Ванкувер является открывшаяся в 1989 году киностудия North Shore Studios (также известна как Lionsgate Studios). Студия, в частности, участвовала в съёмках фильмов из серий «Очень страшное кино» и «Сумерки».
В Норт-Ванкувере действуют два театра, один из которых делит помещение культурного центра с картинной галереей. В городе также действуют местный музей и архив и выставочный павильон Трансканадского шоссе. Первая городская сайентистская церковь Христа, построенная в 1925 году в классицистическом стиле, с 2005 года внесена в реестр исторических памятников Канады.